# Јован Отшелник
Преподобни Јован отшелник је православни светитељ и исповеник вере.
Подвизавао се у VI веку у Палестини, близу Јерусалима. О његовом животу у књизи, сачувано је свеочанство у књизи званој Лимонар, преподобних отаца Јована и Софронија, пише следеће:„Нама, Јовану и Софронију, ава Дионисије, презвитер и сасудочувар свете цркве у Аскалону, казиваше о ави Јовану Отшелнику, да је био велики по своме животу и веома богоугодан. Живљаше он у околини села Сехуста, на двадесет потркалишта од Јерусалима. У својој пештери старац имађаше икону Пречисте Владичице наше Богородице и Приснодјеве Марије, са Предвечним Младенцем - Христом Богом нашим на Својим рукама. И када је старац полазио куда: или далеко у пустињу, или у Јерусалим да се поклони чесном Крсту и гробу Христовом и посети света места, или да се помоли на Синајској Гори или оним светим мученицима чије се мошти налажаху далеко од Јерусалима, јер је старац волео да одаје чест светима, па је понекад одлазио у Ефес на гроб светог Јована Богослова, а понекада и к светом Теодору у Евхаиту, и чак к светој Текли у Селевкију Исавријску, и к другим светима, - једном речју: ма куда одлазио на богомољу, он је у својој пештери увек прислуживао кандило пред иконом Пречисте Богородице, и по обичају упаливши га, он би стао на молитву и молио Бога да благослови пут његов. При томе, гледајући на икону Пресвете Богородице, он би Је свагда молио говорећи: Пречиста Владичице Богородице, пошто одлазим на далек пут, на коме ћу провести много дана, то те молим, Ти сама пази на Своје кандило и чувај га неугасивим све док се ја не вратим; а ја, имајући помоћ Твоју за сапутника, одлазим на означени пут.Пошто би то рекао светој икони, он је одлазио на свој пут, и задржавао се на путу некад месец, некад два и три, а некад и пет и шест; а када се враћао, он је увек затицао кандило пуно и где гори, као што га је оставио одлазећи на пут; и никада га није нашао угашеним.О овом преподобном оцу Јовану, у тој истој књизи Лимонару, пише и ово: ходећи једном по околини села где се налазила његова пештера, он срете огромног лава који му је ишао у сусрет. На том месту цут беше веома тесан, налазио се између две ограде од трња, којим земљорадници обично ограђују своје њиве. И тај пут беше толико тесан, да је њиме једва могао проћи један човек пешак, и то ако не би носио на себи никакав терет. И када се старац и лав приближише један другоме: старац не уступаше пут лаву, нити лав због тескобе могаше сврнути с пута, и тако им беше немогуће да се мимоиђу. Видећи да угодник Божји не жели да се врати назад него иде путем, лав стаде на задње ноге с леве стране старца, и тежином свога тела потисну ограду од трња и прошири мало пут, те начини праведнику слободан пролаз, и тако старац прође поред лава очешавши се својим леђима о његова леђа. И тако сваки оде својим путем.К овоме ави Јовану дође једном неки брат, па не угледавши ништа у његовој пећини, упита га: Како живиш овде, аво, немајући ништа што је потребно за живот? Старац одговори: Чедо, ова пештера је духовна трговина: даје и узима, даје рукодеље а узима све што је потребно.Овај богоугодни отац, пошто проведе у својим постничким подвизима у трудовима много година, отиде ка Господу, и би прибројан к лику светих, који предстоје Оцу и Сину и Светоме Духу, једном у Тројици Богу нашем, коме слава вавек. Амин.”
Умро је у дубокој старости 586. године. 
Православна црква га помиње 2. јула (19.6.).